# Drawing Hands
Drawing Hands ('Mans dibuixant') és un litografia de l'artista neerlandès M. C. Escher, publicada per primera vegada el gener de 1948. Representa un full de paper on dues mans, una davant l'altra, en l'acte paradoxal de dibuixar-se mútuament i simultània. Escher va usar paradoxes en les seves obres sovint i aquest n'és un dels exemples més obvis.
Aquesta obra és referenciada en el llibre Gödel, Escher, Bach de Douglas Hofstadter, en què es diu que és un exemple d'un bucle estrany.